# Recunoașterea hotărârilor judecătorești
Recunoașterea hotărârilor judecătorești este un concept specific dreptului internațional privat. 
Recunoașterea într-un stat membru a unei hotărâri judecătorești pronunțate în alt stat membru reprezintă acceptarea posibilității ca acea hotărâre judecătorească să producă efecte în statul membru unde este recunoscută. Hotărârile judecătorești sunt în principiu aplicabile doar în statul în care sunt pronunțate. Recunoașterea acestora în alt stat este posibilă doar dacă legea acelui alt stat o permite sau dacă o convenție internațională sau un instrument comunitar prevede acest lucru. Conform Regulamentului Bruxelles II, de exemplu, care stabilește condițiile în care pot fi recunoscute hotărârile judecătorești pronunțate în probleme matrimoniale, o decizie de divorț pronunțată într-un stat membru poate fi folosită pentru a modifica actele din registrele stării civile dintr-un alt stat membru.